# José de Salamanca y Mayol
José de Salamanca y Mayol, nascido José Mayol, e mais conhecido como D. José de Salamanca e Mayol ou José de Salamanca (Málaga, 23 de maio de 1811 – Madrid, 21 de janeiro de 1883), foi um empresário e político espanhol.

## Biografia

### Nascimento e família

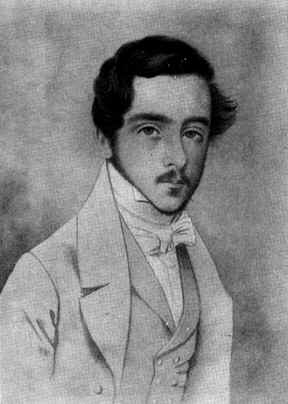
José de Salamanca y Mayol, na sua juventude

Nasceu em Málaga, em Maio de 1811.

### Formação e carreira profissional e política

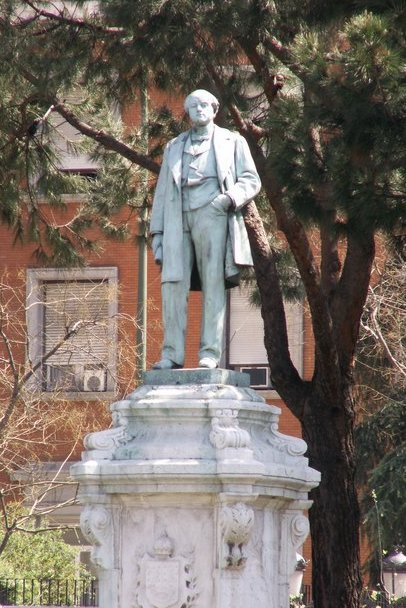
Monumento a José de Salamanca y Mayol, em Madrid.

Frequentou a Universidade de Granada, aonde se formou em Direito. Ainda durante os estudos, fez parte de um grupo de conspiradores, que prepararam a chegada do general liberal José María de Torrijos y Uriarte em 1 de Dezembro de 1831. No entanto, após o desembarque, o general Torrijos e os seus companheiros foram presos e fuzilados, pelo que José de Salamanca teve de fugir para salvar a vida. Foi procurado activamente pela polícia pelas províncias de Alicante e Almeria.
Em 1835, já formado em Direito, participou na sublevação contra o Conde de Tereno, e aceitou a nomeação para membro da Junta Revolucionária de Sevilha; no ano seguinte, veio para Madrid, para exercer como deputado por Málaga e como juiz municipal. Uma vez na capital, procurou imiscuir-se no seio da alta nobreza e burguesia espanhola, surgindo, pouco tempo depois, como colaborador dos banqueiros Buschental e Heredia. Começou, igualmente, a destacar-se pela sua habilidade como homem de negócios, tendo principiado a realizar várias operações arriscadas na Bolsa de Londres, por conta do Tesouro Espanhol, e explorado, com grande lucro para si e para o Estado, as salinas em Espanha.
Posteriormente, começou a manifestar interesse nos caminhos de ferro, meio de transporte então muito discutido, e que lhe possibilitaria viagens mais rápidas, indispensáveis às suas actividades comerciais e políticas. Assim, em 1844, pediu ao Governo autorização para construir, a título experimental, uma linha entre Madrid e Aranjuez, uma localidade frequentada pela corte e nobreza espanhola; Salamanca procurou, desta forma, obter o apoio da família real, que ficaria com um meio de transporte rápido e cómodo. As obras começaram em 4 de Maio de 1846, com Salamanca como construtor, e com o apoio da Rainha Isabel II, que forneceu as ferramentas necessárias e cedeu gratuitamente os terrenos.
Em 1847, José de Salamanca, então filiado no Partido Moderador, foi nomeado para Ministro da Fazenda, tendo, no entanto, sido demitido pouco tempo depois, quando o político Ramón María Narváez derrubou o governo. Salamanca aliou-se, então, aos generais Ortega e Alaix, com o intuito de destituir Narvaéz; porém, a conspiração falhou, tendo de se refugiar em Baiona, ficando os trabalhos no caminho de ferro de Madrid a Aranjuez suspensos. O governo confiscou todos os seus bens, deixando Salamanca completamente arruinado.
Em 1849, pôde voltar a Madrid, tendo começado a reestabelecer a sua fortuna e retomado as obras da linha de Madrid a Aranjuez; começou, igualmente, a investir noutras ligações ferroviárias, destacando-se a sua participação na Linha do Mediterrâneo. No entanto, gerou vários conflitos no meio político, motivo pelo qual teve de fugir quando deflagrou a Revolução de 1854, tendo o seu palácio em Madrid sido pilhado pelos seus opositores políticos. Conseguiu sair da capital pelo seu próprio caminho de ferro, que nessa altura já alcançava Albacete. Nesta altura, Salamanca já tinha alcançado os títulos de Marquês de Salamanca e Conde de Llanos, e o grau de Grande de España.
Pouco depois, regressou a Madrid, aonde continuou os seus negócios, incluindo a construção de caminhos de ferro em Espanha e França. Em 8 de Fevereiro de 1851, concluiu a linha até Aranjuez, e, em 10 de Dezembro do mesmo ano, propôs ao Governo Espanhol que lhe fosse vendido aquele caminho de ferro, pressagiando a mesma manobra que faria 8 anos mais tarde, com a Companhia Real dos Caminhos de Ferro Portugueses.
Entretanto, devido ao desenvolvimento dos caminhos de ferro em Espanha, vários grupos financeiros também começaram a procurar a instalação daquele meio de transporte em território português; em 14 de Abril de 1859, depois de várias tentativas goradas para construir duas linhas ligando a cidade de Lisboa a Badajoz e ao Porto, D. José de Salamanca assina um contrato provisório com o Governo Português, para continuar a construção daqueles troços. Este acto é recebido com grande entusiasmo, uma vez que Salamanca já se tinha estabelecido como um hábil construtor ferroviário; com efeito, depressa forma a Companhia Real dos Caminhos de Ferro Portugueses e retoma os trabalhos, reunindo-se de engenheiros espanhóis e portugueses, afastando a estagnação em que se encontravam as obras.
Habituado aos luxos inerentes à sua posição, Salamanca escolhe o Palácio Palmela para a sede da administração da nova empresa, fazendo deste edifício um centro de reunião da alta sociedade portuguesa, numa manobra para conquistar apoio entre os dirigentes políticos e outras altas individualidades; de igual forma, organizou duas peça de teatro no Teatro Nacional D. Maria II, a segunda a favor das tropas portuguesas em Angola.
Além de gerir a construção das Linhas do Norte e do Leste em Portugal, Salamanca também continuou a fazer os seus negócios no estrangeiro, principalmente investimentos nos caminhos de ferro em Espanha e França; desta forma, tornou-se um dos mais ricos empresários em Espanha, com uma fortuna avaliada em mais de 300 milhões de reais. Possuía diversos palácios e casas de campo, com mobiliário exótico e obras de arte raras, tendo-se afirmado como um mecenas de arte.
Em Portugal, destacou-se pela sua forma dinâmica e inovadora de trabalhar, tendo, por exemplo, empregado trabalhadores especializados de Itália e Espanha para a construção de túneis; foi o responsável pela mudança de bitola no troço já construído, e pela fundação da cidade do Entroncamento.
Como já tinha feito em Espanha, afirmou-se, desde cedo, como o principal explorador das linhas que estava construir, tendo para isso, fundado a Companhia Real dos Caminhos de Ferro Portugueses; embora esta instituição fosse juridicamente independente da Empresa Salamanca, que estava a construir os caminhos de ferro, ambas eram geridas por José de Salamanca, dotando-o, assim, do total controle sobre as linhas. No entanto, começaram a surgir movimentos de oposição à sua gestão, principalmente na cidade do Porto; um dos principais pontos em discussão era o traçado para a travessia do Rio Douro, tendo o governo chegado a estabelecer o ponto final da Linha do Norte nas Devesas, até que Salamanca conseguiu aprovar a travessia sobre o rio. O troço do Entroncamento às Devesas foi completado em 7 de Novembro de 1864, e, em 5 de Novembro de 1877, o comboio chegou à cidade do Porto.
Entretanto, José de Salamanca continuou a sua carreira política em Espanha; durante o Sexénio Revolucionário, de 1868 a 1874, foi, inicialmente, um deputado afonsino, tendo-se tornado, depois, num dos senadores da oposição. Nas primeiras cortes da Restauração Bourbónica, foi eleito como deputado por Albacete, e, depois, como senador pela Província de Leão.
Após perder um litígio com o estado português sobre as condições de instalação de via dupla nas linhas, demitiu o director da sua empresa, Eusébio Page, com o qual teve posteriormente teve um conflito físico no Parque do Retiro, em Madrid. Algum tempo depois deste incidente, os seus negócios começaram a piorar, principalmente a construção de um bairro no Distrito de Boa Vista, em Madrid, cujo lucro foi muito inferior ao previsto.

### Falecimento
Faleceu no seu palácio, na zona de Vista Alegre, em Madrid, no dia 21 de Janeiro de 1883. Está sepultado no Cemitério de San Isidro.